# Cầu trục

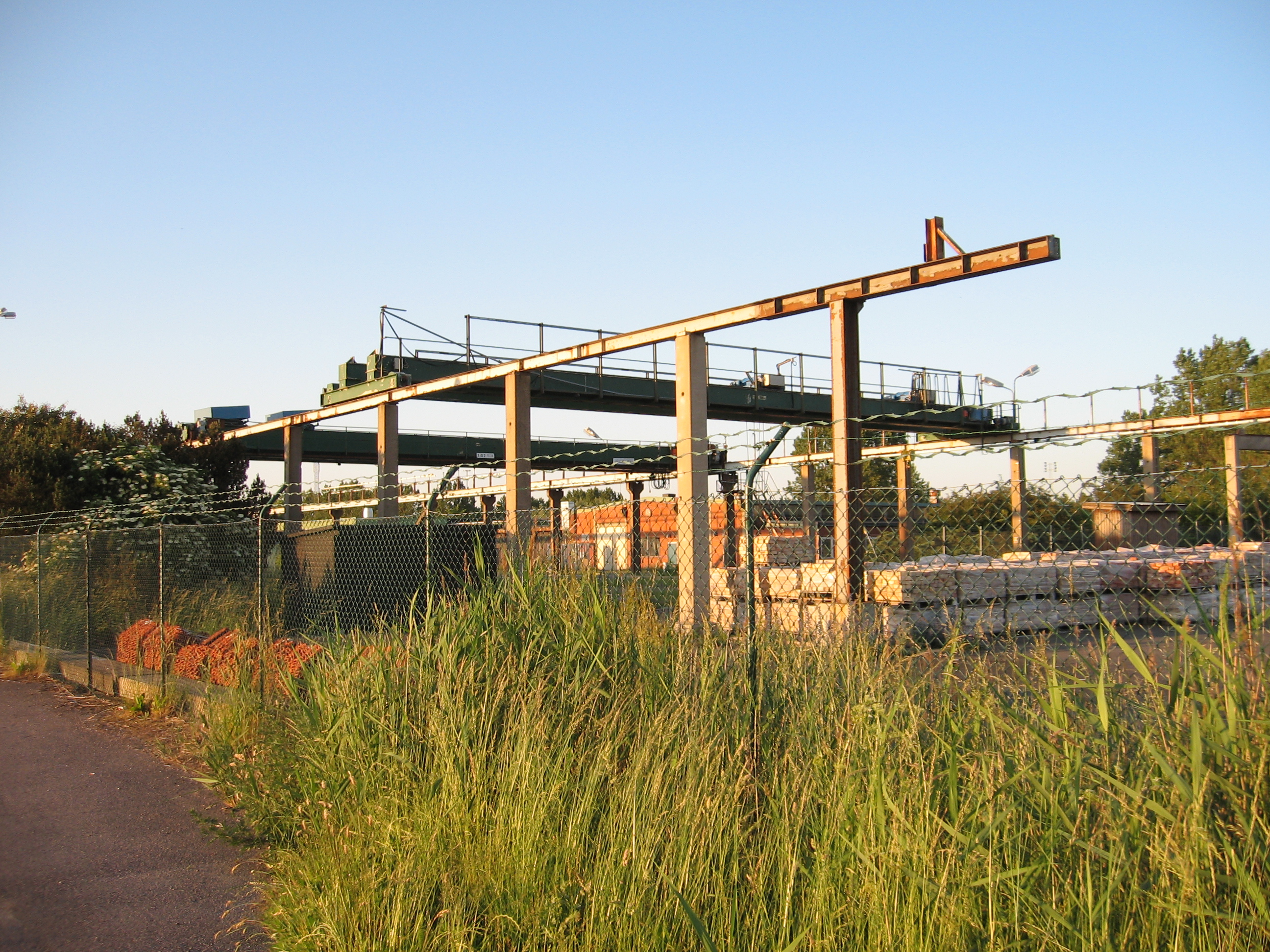
Cầu trục

Cầu trục (tiếng Anh: overhead crane) là một loại thiết bị đảm bảo các thao tác nâng-hạ-di chuyển hàng hóa trong nhà xưởng. Nó rất tiện dụng và có hiệu quả cao trong quá trình bốc xếp hàng hóa, với sức nâng từ 1 đến 500 tấn, vận hành chủ yếu bằng các động cơ điện nên được dùng rộng rãi trong các nhà máy sản xuất công nghiệp.

## Phân loại
Hiện nay có các cách phân loại cầu trục như sau:

### Theo công dụng
- Cầu trục có công dụng chung: Chủ yếu dùng với móc treo để xếp dỡ, di chuyển lắp ráp và sửa chữa máy móc
- Cầu trục chuyên dùng: Được sử dụng chủ yếu trong công nghiệp luyện kim với các thiết bị mang vật chuyên dùng và chế độ làm việc rất nặng

### Theo cách dẫn động các cơ cấu
- Cầu trục dẫn động bằng tay: Các cơ cấu được dẫn động bằng hệ thống tời kéo tay (hệ thống đĩa xích kéo tay...)
- Cầu trục dẫn động bằng điện: Các cơ cấu được dẫn động cơ điện (Palăng...)

### Theo kiểu dáng kết cấu dầm
- Cầu trục dầm đơn: dầm cầu của cầu trục một dầm thường là dầm chữ I hoặc dầm tổ hợp với các dầm thép tăng cứng cho dầm, cầu trục một dầm thường dùng pa lăng điện chạy dọc theo dầm chữ I nhờ cơ cấu di chuyển pa lăng
- Cầu trục dầm đôi: Hay còn gọi là cầu trục 2 dầm
- Cầu trục dầm kép: có các loại dầm hộp và dầm giàn không gian
- Cầu trục dầm hộp
- Cầu trục dầm giàn

### Theo cách tựa của dầm cầu lên đường ray di chuyển của cầu trục
- Cầu trục tựa
- Cầu trục treo

### Theo cách bố trí cơ cấu di chuyển cầu trục
- Cầu trục dẫn động riêng
- Cầu trục dẫn động chung
- Ngoài ra theo nguồn dẫn có hai loại dẫn động bằng tay và dẫn động máy

### Theo phạm vi phục vụ
Hiện cách phân loại này rất đa dạng nó được gọi tên theo mục đích cẩu hàng như:
- Cầu trục cho cầu cảng: Với sức nâng hàng hóa lớn
- Cầu trục phòng nổ: Cho các nhà máy gas,khí, hầm lò than,...
- Cầu trục thủy điện: Phục vụ quá trình vận hành và làm việc khi lắp đặt sửa chữa thay thế tua bin máy phát, trạm nguồn,...
- Cầu trục luyện kim: Cầu trục làm việc trong các phân xưởng luyện kim có nhiệt độ rất cao
- Cầu trục gầu ngoạm: Cầu trục có móc cẩu dạng gầu ngoạm chuyên dụng để bốc vật liệu rời (than, cát...)
- Cầu trục mâm từ: Cầu trục có móc cẩu là các cụm nam châm điện chuyên dùng để bốc thép tấm,...

## Các cơ cấu chính của cầu trục

### Cơ cấu nâng hạ
Thường dùng là các Palăng như sau:

#### Palăng xích
- Palăng xích kéo tay
- Palăng xích điện

#### Palăng cáp
- Palăng cáp điện 1 dầm
- Palăng cáp điện 2 dầm

### Cơ cấu di chuyển
Thường dùng cụm bánh xe di chuyển được dẫn động bằng động cơ điện 

### Tủ điện điều khiển
Được lắp ráp từ các thiết bị điện đóng cắt (Contactor, aptomat...)

#### Đường cấp điện palăng
Đường cấp điện palăng dạng sâu đo gồm dây điện treo trên cac cụm con lăn, các cụm con lăn này trượt trên máng thép chữ C.

#### Đường cấp điện cầu trục
Hiện nay thường dùng cấp điện kiểu thanh dẫn điện dạng ray chạy dọc nhà xưởng. Để lấy điện vào cầu trục dùng bộ chổi lấy điện bằng than chì tỳ trên các thanh ray này.